# Curt von Bose

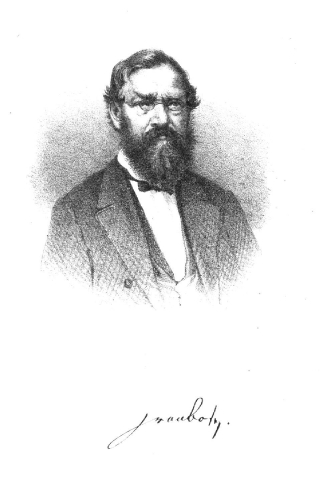
Curt von Bose

Curt von Bose (* 1. März 1808 in Radibor bei Bautzen; † 10. November 1884 in Unwürde bei Löbau) war ein deutscher Jurist, Bibliothekar, Numismatiker und Hofrat. Er war außerdem ein bekannter Bienenwissenschaftler und Pomologe.

## Leben

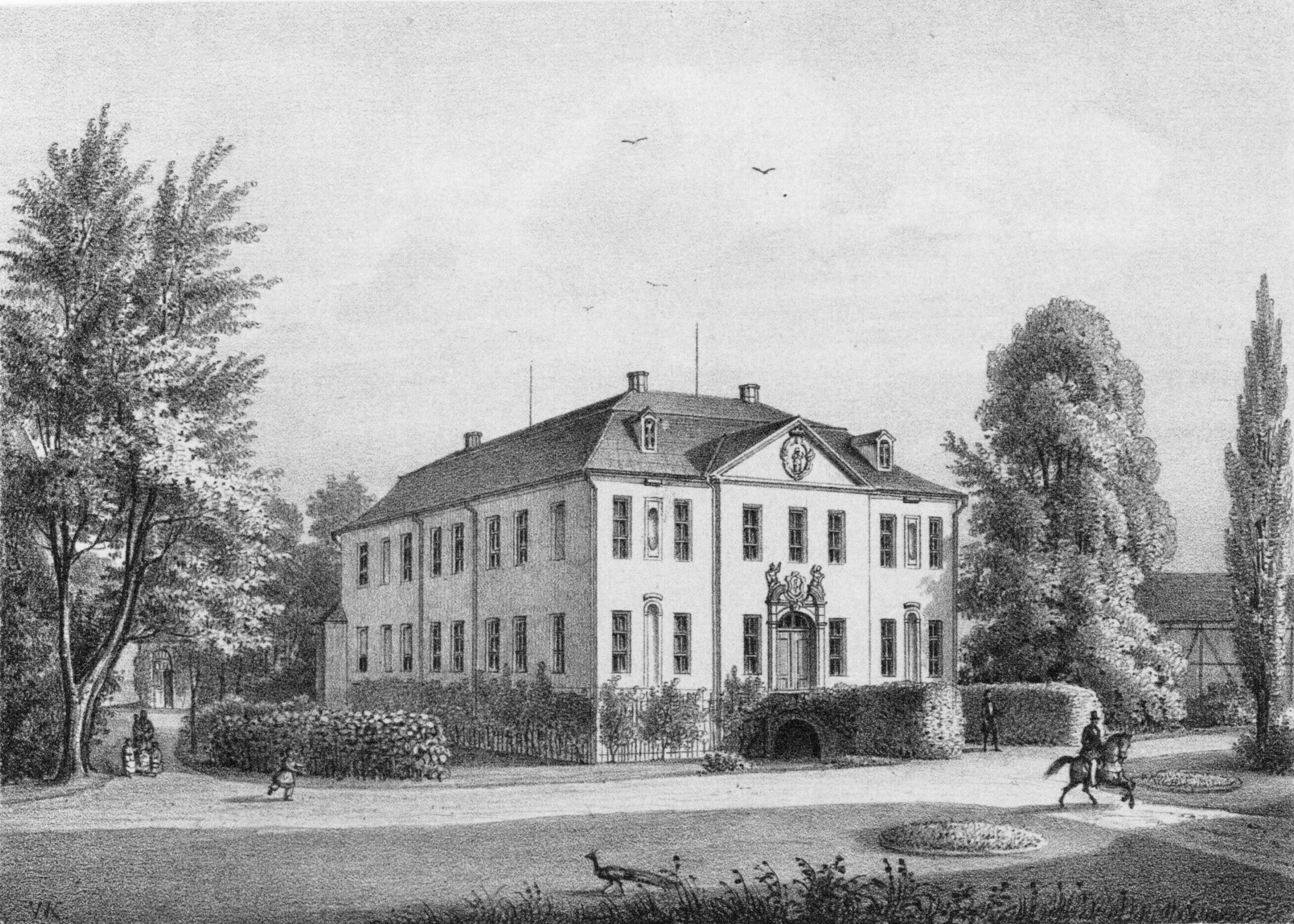
Schloss Radibor, Geburtshaus von Curt von Bose

Curt von Bose entstammte dem Ammersdorfer Ast des Adelsgeschlechts von Bose. Er wurde im Jahr 1808 als Sohn des sächsischen Majors Carl Friedrich Wilhelm von Bose (* 13. September 1760 in Oberthau; † 28. September 1818 in Dresden) und dessen Frau Auguste Wilhelmine geborene von Trosky (* 26. September 1781; † 15. Januar 1820 in Lübben) geboren. Er hatte drei Geschwister:
- Elisabeth (* 19. Oktober 1804 in Lübbenau; † 4. Januar 1889 in Gaußig bei Bautzen)
- Rochus (* 23. Mai 1806 in Radibor; † 9. Februar 1890 in Blasewitz bei Dresden), sächsischer Oberstleutnant, ⚭ am 22. Oktober 1839 in Zwickau mit Johanna Henriette Auguste von Schlegel von Weissenborn (* 9. Juni 1815 in Zwickau; † 2. April 1879 in Niederlößnitz bei Dresden)
- Otto (* 9. Januar 1811 in Radibor; † 12. September 1846 in Dresden), königlich-sächsischer Oberleutnant und Brigadeadjutant

Von Boses Vater hatte 1805 das Schloss Radibor nahe Bautzen von Maria Johanna Nepomucena Gräfin von Bolza für 80.000 Taler gekauft. Als Curt von Bose zehn Jahre alt war, starb sein Vater, woraufhin das Schloss im Folgejahr 1819 für 50.000 Taler an den herzoglich Gothaischen Regierungsrat Johann Georg Geißler verkauft wurde. Im Jahr 1820 starb auch von Boses Mutter, so dass die Kinder Vollwaisen waren.
Curt von Bose besuchte zunächst das Gymnasium in Luckau in der Niederlausitz und studierte anschließend in Leipzig Jura. Nach seinem Studium nahm er eine Stelle als Kustos der Stadtbibliothek und der Gesellschaft für deutsche Sprache zu Leipzig an. Während dieser Zeit beschäftigte er sich mit Numismatik. Bereits 1829 galt er als Ansprechpartner und Sammler für Grabbeigaben aus Altertumsforschungen, hier nachgewiesen in der Niederlausitz, seiner Heimatregion.
In der zweiten Hälfte der 1830er Jahre ging er nach Laasphe, da ihn Friedrich Karl, der 1. Fürst von Sayn-Wittgenstein-Hohenstein (* 23. Februar 1766 Schloss Wittgenstein; † 8. April 1837 ebenda) anstellte, um die Bibliothek des Schlosses zu ordnen und zu leiten. Der Fürst beauftragte ihn schließlich mit der Betreuung seines Sohnes, den von Bose für ein Studium an die Universität Bonn begleitete.
In dieser Zeit veröffentlichte von Bose zwei Abhandlungen zu numismatischen Themen sowie das Wendisch-deutsche Handwörterbuch nach dem oberlausitzer Dialekte. Dabei handelt es sich um die Vorarbeit zu einem etymologischen Lexikon. Obwohl das Sorbisch-Wörterbuch unter seinem Namen veröffentlicht wurde, wird vermutet, dass nicht von Bose der Autor dieses Buches ist, sondern das ursprüngliche Manuskript von einem Pfarrer Schmalz stammt.
Nach der Rückkehr aus Bonn nach Wittgenstein heiratete von Bose am 16. Juni 1844 die Tochter seines Dienstherren und Schwester seines Zöglings, Emma Hedwig Auguste Caroline Friderike Louise Sophie Wilhelmine Gräfin zu Sayn-Wittgenstein und Hohenstein (* 11. Dezember 1802; † 6. März 1862 auf Emmaburg). Das Paar bezog nach der Heirat die Emmaburg, eine nach seiner Frau benannte klassizistische Villa in Bad Laasphe an der Lahn. Dort widmete sich Curt von Bose vor allem dem Obstbau und der Bienenzucht.
Er leistete wertvolle Arbeit bei der Systematisierung der Obstsortennamen und fungierte oft als Sortenbestimmer und Preisrichter bei Sortenausstellungen.

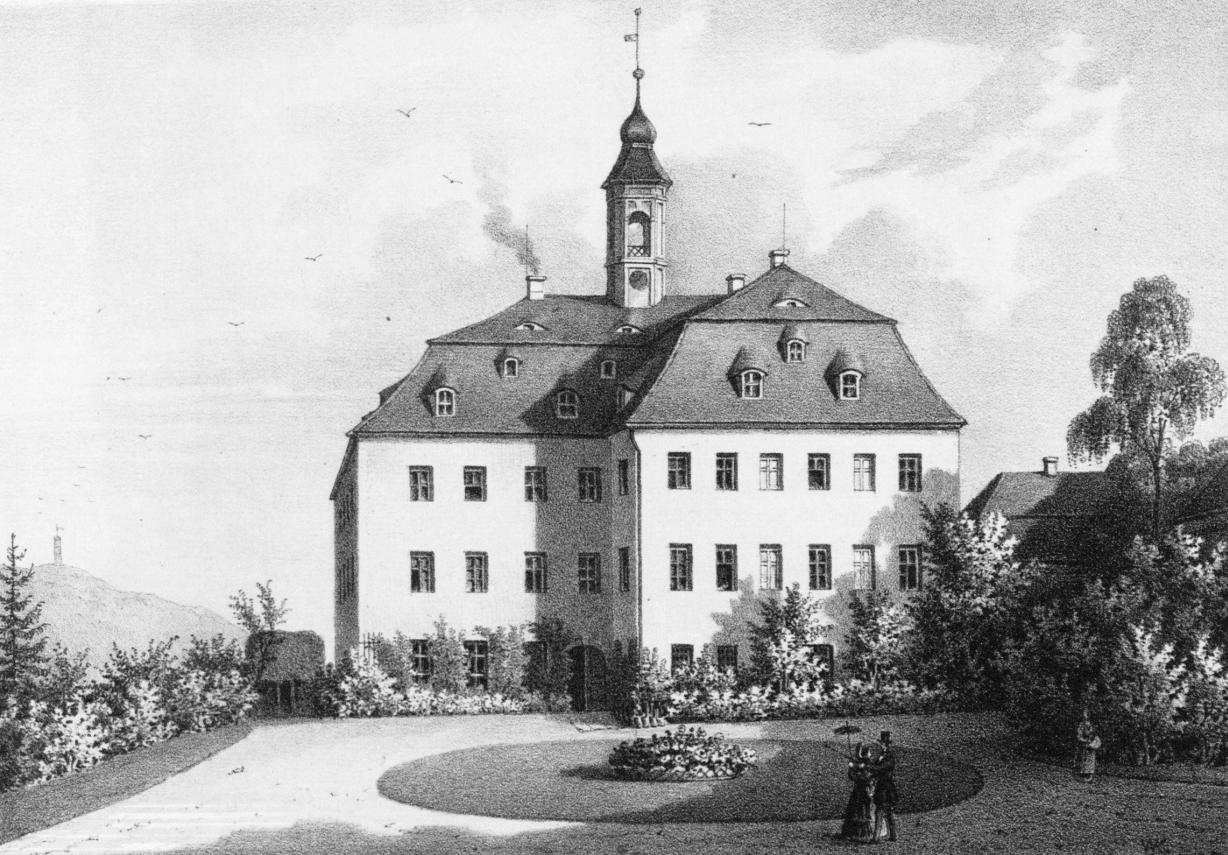
Schloss Unwürde

Im Jahr 1862 starb seine Frau. Da die Ehe kinderlos geblieben war, adoptierte von Bose am 9. Dezember 1862 Ludwig Karl Häuser (* 29. Januar 1836), der ab diesem Datum den Namen Adam von Bose trug. 1872 verließ er Wittgenstein und ging in seine Heimat, die Oberlausitz, zurück. Dort ließ er sich zunächst in Räckelwitz bei Kamenz nieder, fand aber keine richtige Heimat mehr. So zog er kurze Zeit später nach Weidlitz, ließ sich danach in Demitz und zuletzt in Unwürde bei Löbau nieder. Auch in der Oberlausitz widmete er sich zwar zunächst weiterhin der Pomologie, zog sich aber zunehmend aus dem öffentlichen Leben zurück, da er an einem chronischen Lungenleiden erkrankt war.
Curt von Bose starb am 10. November 1884 in Unwürde an einem Schlaganfall. Auf Veranlassung der Besitzerin von Schloss Unwürde, der Freifrau von Fretzsch, wurde er in der herrschaftlichen Gruft des Gutes auf dem Friedhof im Nachbarort Kittlitz beigesetzt.
In von Boses früherem Wohnsitz, der Emmaburg in Bad Laasphe, befindet sich heute eine private Kurklinik.

## Schriften
- als Herausgeber: Wendisch-deutsches Handwörterbuch nach dem oberlausitzer Dialekte. Gebhardt, Grimma 1840. (Digitalisat).
- Ueber Arabisch-Byzantinische Münzen. Sendschreiben an Herrn F. de Saulcy in Metz. Gebhardt, Grimma 1840. (Digitalisat).
- Die Münzen der balearischen Inseln, mit besonderer Rücksicht auf Ebusus. In: Zeitschrift für Münz-, Siegel- und Wappenkunde.
  - Band 4, Heft 3, 1944, ZDB-ID 554554-7, S. 129–160. (Digitalisat); ff.
  - Heft 5, S. 257–296. (Digitalisat)
- als Herausgeber: Pomologische Hefte. Heft 1, 1870, ZDB-ID 882461-7 (Digitalisat)

## Genealogie
- Gothaisches Genealogisches Taschenbuch der Adeligen Häuser. der in Deutschland eingeborene Adel (Uradel). 1902. Dritter Jahrgang, Justus Perthes, Gotha 1901, S. 148. (Digitalisat).